# セリス
セリス(Celis)は、ベルギー式のホワイトビールであるセリス・ホワイトや、セリス・ペールボック、ペイルライダー・エール（クリント・イーストウッドの映画に由来）等の醸造酒のブランド。
セリス醸造所はベルギーの醸造家ピエール・セリスにより1992年にアメリカ合衆国テキサス州オースティンに設立された。セリスはそれ以前に、彼の故郷であるベルギーのヒューガルデンにちなむヒューガルデン醸造所を設立していた。多くの人々がセリスは合衆国に転居したと思い込んでいるが、実際にはセリス自身が合衆国を訪れた事はない。しかしながら、セリスの娘であるクリスティーヌと、前夫ペーター・カンプスが、テキサスに転居してセリス醸造所を運営した。それにも関わらず、セリスは1990年代のクラフトビールのブームにおける主導的人物となっていった。
セリス醸造所は、国道290号線と州間高速道路35号線の道路沿いある、
テキサス州オースティンの北東の小さな建物の中にあった。ミラー社はセリス醸造所に出資し、流通を管理するようになった。数年後に、セリスには彼の株式を買い戻すか、事前に交渉された価格で醸造所をミラー社に売却するかの選択が与えられ、セリスは醸造所を売却した。ミラー社はセリスビールが充分な収益を発生させていなかったという主張の下に、最終的にセリス醸造所を閉鎖した。2001年2月に、最後のセリスビールが店頭に出荷された。
2002年後半に、ミシガンブルーイング社はミラー社からセリスのブランド名を取得したと発表した。2002年12月に、セリス・ホワイトとセリス・ペールボックは再びパブに出荷され始めた。ミシガンブルーイング社は、現在セリス・ホワイト、セリス・ペールボック、セリス・ラズベリー、セリス・グランクリュを販売している。